# Osan (métro de Séoul)
Pour les articles homonymes, voir Osan.
Osan (hangeul : 오산 ; hanja : 烏山) est une station de passage de la ligne 1 du métro de Séoul. Elle est située au 59 Yeokgwangjang-ro, dans le quartier Osan-dong de la ville Osan-si, dans la province Gyeonggi-do, au sud-ouest de la ville de Séoul en Corée du Sud.
Ouverte en 2005, la station est desservie par les rames des services omnibus et express de la ligne 1. Elle partage les installations avec la gare d'Osan desservie par des trains Mugunghwa.

## Situation sur le réseau

Plan du réseau (2023)

Établie en surface, la station Osan est une station de passage de la ligne 1 (branche Guro-Sinchang) du métro de Séoul, elle est située : entre la station Université d'Osan, en direction du terminus nord-est Yeoncheon, et la station Jinwi, en direction du terminus sud-ouest Sinchang.

## Histoire

### Gare ferroviaire
La gare d'origine est mise en service le 1er janvier 1905, sur la nouvelle ligne Gyeongbu,,.

### Station de métro
En prévision de l'arrivée du métro, de nouvelles installations sont achevées le 28 novembre 2004. La station de métro Osan est mise en service le 20 janvier 2005, lors du prolongement, de la mise aux normes du métro (deux voies électrifiées) de Byeongjeom à Cheonan, sur la section dite ligne Gyeongbu de la ligne 1 du métro de Séoul.
En 2017, mise en service des installations pour faciliter les correspondances entre les quais desservis par la ligne 1 du métro et les quais desservis par les trains Mugunghwa.

## Services aux voyageurs

### Accès et accueil
La station est établie au 59 Yeokgwangjang-ro, dans le quartier Osan-dong. Elle dispose de deux bouches, numérotées 1 et 2, de part et d'autre de la station. La bouche n°1 est située à l'est de la station sur la Gyeonggi-daero et la bouche n°2 est située à l'est sur la Cheonghak-ro,,. Un aménagement des installations permet les correspondances entre les quais du métro (1-2 et 7-8) et les quais de la gare (3-4 et 5-6).

### Desserte
Byeongjeom : la station utilise les deux quais centraux extérieurs 1-2 et 7-8. Elle est desservie par les rames de services omnibus et express de la ligne 1. Elle dispose de deux quais centraux équipés de portes palières.

### Intermodalité
Correspondances directes avec la gare d'Osan desservie notamment par les trains Mugunghwa. Des arrêts de bus sont situés à proximité.

## À proximité
Elle dessert notamment la forteresse Doksanseong, mais aussi : bouche n°1 : l'Hôtel de ville d'Osan, l'hôpital de Butim et le poste de police d'Osan ; bouche n°2 : l'Université d'Osan, l'école primaire de Seongsan et le bureau environnemen de la ville d'Osan.